# Мукринский Курдистан
Мукринский Курдистан или Регион Мукриян, Дерьяз (курд. Mukrî Kurdistanê, Mukrîyan Herêm, Deryaz) — географическая и культурная область на северо-западе Ирана, где проживает преимущественно курдское племя Мукри. Мукринский Курдистан как культурный регион включает в себя города Мехабад, Бокан, Пираншахр, Сердешт, Ошневие и Накаде и другие. Ранее эта территория представляла собой курдский эмират.

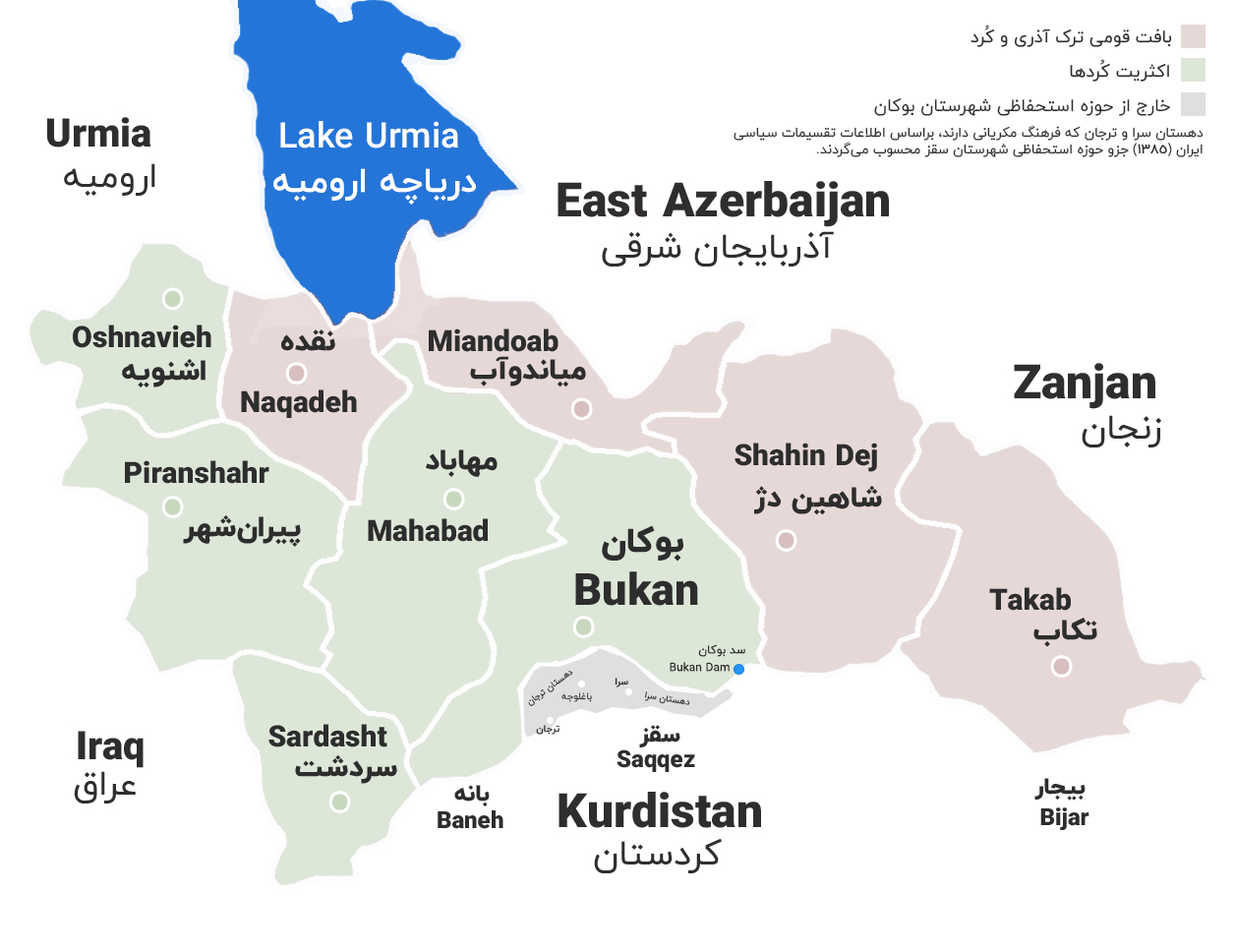
Территория Мукринского Курдистана.

## История
В XVII—XVIII веках вдоль границы Ирана и Османской империи существовало крупное полунезависимое феодальное владение «сердара мукри» с центром в Соуджбулаке (ныне Мехабад). Племя мукри, обитавшее в этом регионе, играло значительную роль в политической и военной истории Курдистана.

## Культура и общество
Женщины племени мукри традиционно общались с мужчинами на равных и не носили вуаль, что отличало их от женщин других регионов. Однако они должны были соблюдать патриархальные нормы, чтобы сохранять свою честь.

## Современное значение
Мукринский Курдистан известен своим вкладом в курдскую культуру и борьбу за автономию, особенно в контексте Мехабадской республики, провозглашённой в 1946 году в городе Мехабад.